# POEM@home
POEM@Home era un proyecto de computación distribuida de la Universidad de Karlsruhe ejecutado en la plataforma Berkeley Open Infrastructure for Network Computing (BOINC). POEM modelaba el plegamiento proteico usando el dogma de Anfinsen.

## Objetivos científicos
El proyecto pretendía estudiar como la estructura proteica determina la función de esta misma, predecir la estructura proteica a partir de su secuencia de aminoácidos, investigar como las  proteínas interactúan entre ellas, y entender como un mal funcionamiento de una proteína puede causar trastornos funcionales. El conocimiento adquirido podría ser usado para el desarrollo de nuevos tratamientos médicos.